# 咏春 (电视剧)
《咏春》是由香港演员谢霆锋、洪金宝、元彪以及大陆演员计春华、斯琴高丽等合作出演的电视剧，该剧讲述了广东省佛山市咏春拳传人梁赞父子的人生经历。

## 剧情
该剧改编自1981年电影《败家仔》，当时主演为洪金宝和元彪。
佛山赞生堂医馆主人梁赞是反清复明的少林寺弟子黄华宝之徒弟，他生了两个儿子，一个叫梁壁、另一个叫梁春，梁壁喜好游猎，崇尚武艺，酷似八旗子弟，梁赞对此颇为不满，并且不愿意教授他咏春拳，而老二梁春体弱多病，一副病怏怏的样子，也不是习武之材。在一次梁赞和儿子梁壁发生误会之后，梁壁去了英属香港，遇到了梁赞的师傅黄华宝，他传授了梁壁咏春拳。
高明和妹妹高小翠是广东省的穷苦孩子，妹妹从小就被卖掉，高明上佛山，拜入了劈卦门，在佛山，他认识了少女小馒头，在小馒头的帮助下找到了妹妹，日久生情，高明也爱上了小馒头，小馒头却爱慕的是梁壁，高明和梁壁就成了情敌，天长日久，高明和梁壁结下了冤仇。由于妹妹得了病，哥哥高明没有钱，他投靠了富商龙金胜，帮忙贩卖鸦片，不料妹妹却被龙金胜强奸，为报仇，高明杀害了龙金胜全家。杀人之后，高明逃匿，他拜师于铁线拳洪福门下，得到其真传，洪福的女儿洪莲爱上了他，逼他结婚，高明不肯也把师傅和其女儿杀害。
高明自以为武功已练成，再次回到佛山，和梁壁决一死战，被梁壁打败，后绑架小馒头作为人质妄图杀害梁壁却被佛山警察车震忠拘捕，为了给咏春拳延续脉络，梁壁开始在佛山的广场亲自传授大家咏春拳，使得咏春拳开枝散叶，广为传播。

## 演员
| 演员     | 角色   | 备注                                   | 粤语配音 |
| 谢霆锋   | 梁壁   | 梁赞的长子，黄华宝的弟子。             | 原声     |
| 洪金宝   | 黄华宝 | 咏春拳传人，少林寺弟子，反清复明人士。 | 原声     |
| 元彪     | 梁赞   | 梁壁的父亲，黄华宝的弟子。             | 原声     |
| 梁俊一   | 梁春   | 梁赞的次子                             | 原声     |
| 伍允龍   | 陳華順 | 梁赞的弟子                             |          |
| 刘梓妍   | 易小曼 | 昵称“小馒头”。                         |          |
| 李彩华   | 方怡   | 梁壁爱慕的对象。                       |          |
| 洪天照   | 高明   | 劈卦门弟子，后拜入铁线拳洪福门下。     |          |
| 计春华   | 常均雷 |                                        |          |
| 胡可     | 九姑娘 | 梁赞亡故妻子的妹妹，后情定梁赞。       | 劉惠雲   |
| 朱銳     | 兰香   | 九姑娘之丫鬟                           | 張雪儀   |
| 刘家辉   | 小王爷 | 佛山的地头蛇，被梁赞打败。             |          |
| 林威     | 车震中 | 佛山警察。                             |          |
| 朱小春   | 洪福   | 铁线拳的传人，弟子为高明，被高明杀害。 |          |
| 斯琴高丽 | 洪莲   | 洪福的女儿，爱慕高明，被高明杀害。     |          |
| 江若琳   | 高小翠 | 高明的妹妹。                           | 原声     |

## 制作
刘梓妍在剧中扮演小馒头，是一个厨艺高超的女子，对此，他表示：“我在剧里是个烹饪高手，可是现实里我是根本不会做菜的。刚进组时，每天我都会苦练刀功，到了现在，我切菜、切丝什么的，可厉害了！我对妈妈说，回到家我就给她做菜，她开心得不行———这个女儿终于肯进厨房了。”